# Bryan Clark
Bryan Emmet Clark, Jr. (né le 14 mars 1964 à Tallahassee) aussi connu sous le nom d'Adam Bomb est un catcheur américain. Il est principalement connu pour son travail à World Wrestling Federation de 1993 à 1994 sous le nom d'Adam Bomb et à la World Championship Wrestling (WCW) à la fin des années 1990 sous son véritable nom.
Il commence sa carrière sous le nom de The Nightstalker à l'American Wrestling Association puis à la WCW avant d'aller à la Smoky Mountain Wrestling (SMW). Il y remporte une fois le championnat Beat the Champ Television de la SMW. En 1993, il rejoint la WWF où il prend le nom d'Adam Bomb. Il y reste jusqu'en 1995 avant de retourner à la WCW en 1997. Il y prend le nom de Wrath et y fait équipe avec Mortis. En 2000, il se met à lutter sous son véritable nom et forme l'équipe Kronik avec Brian Adams. Ensemble, ils remportent à deux reprises le championnat du monde par équipes de la WCW. Après le rachat de la WCW par la WWF en 2001, Clark et Adams font un bref passage à la WWF avant de partir au Japon. Ils y luttent à la All Japan Pro Wrestling et ils y deviennent champions du monde par équipes de la WCW. Ils doivent rendre ce titre vacant à l'automne 2002 car Brian Adams veut devenir boxeur. Il reste dans cette fédération jusqu'au début de l'année 2003 avant d'arrêter sa carrière à cause d'une blessure au dos.

## Jeunesse
Bryan Emmet Clark, Jr. fait partie de l'équipe de football américain de son lycée puis à l'Université du centre du Missouri (en).

## Carrière de catcheur

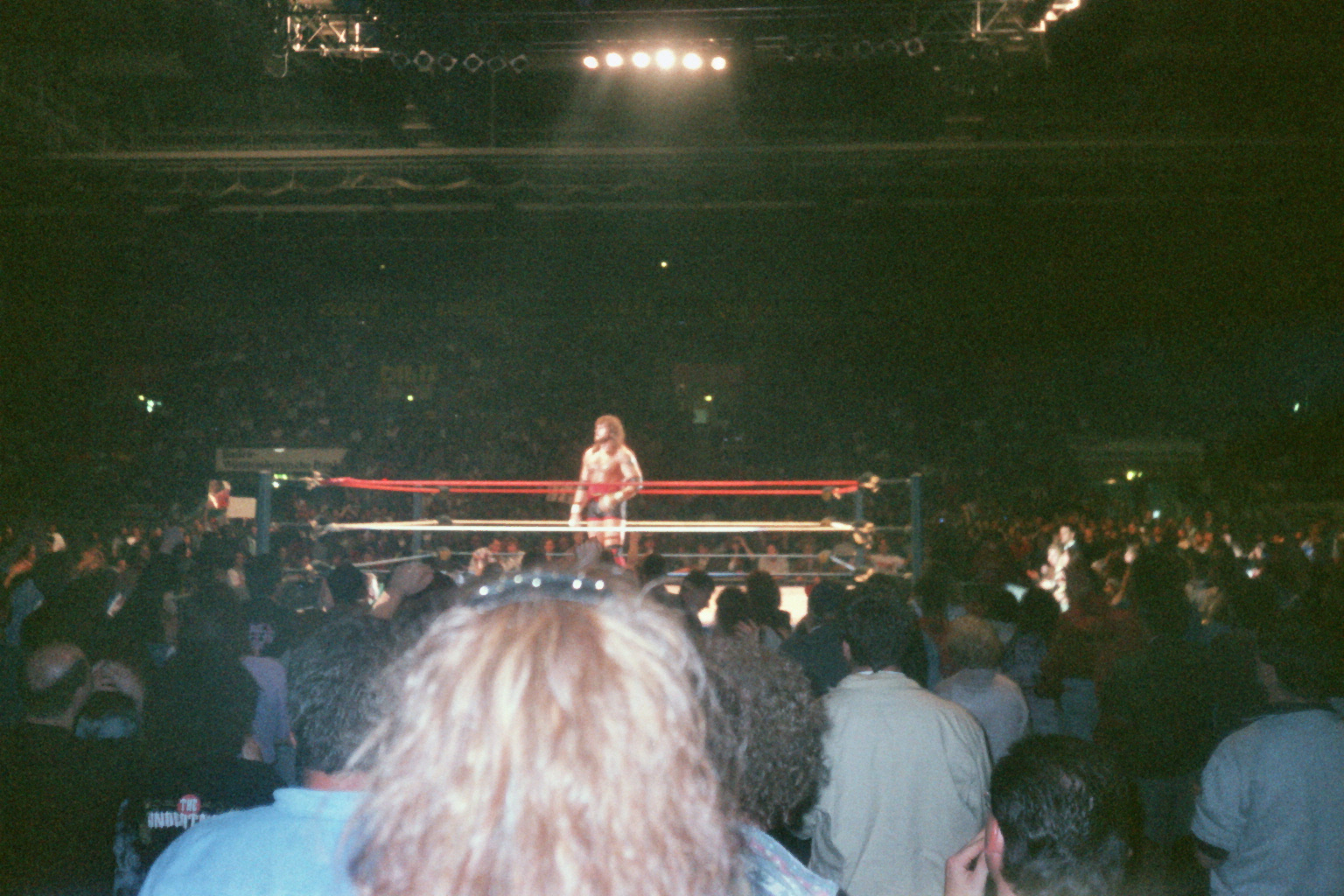
Le lutteur Adam Bomb (Bryan Clark) au WWF In High Gear Tour de 1995 à Stuttgart.

### Débuts à l'American Wrestling Associationet passage à laWorld Championship Wrestling(1990-1991)
Bryan Emmet Clark, Jr. commence sa carrière à l'American Wrestling Association (AWA) en 1990. L'AWA cesse ses activités courant 1990, il rejoint la World Championship Wrestling (WCW) sous le nom de The Nightstalker. Il apparaît à deux reprises dans des émissions télévisés de cette fédération sous ce nom : d'abord le 20 novembre 1990 au cours de Clash of the Champions XIII Thanksgiving Thunder où il perd rapidement face à Sid Vicious. En fin d'année, le Wrestling Observer Newsletter désigne ce combat de catch comme étant le pire de l'année. Le 29 décembre 1991 à Starrcade où avec Rick Steiner il connait une seconde défaite face à Vader et Mr. Hughes (en).

### Smoky Mountain Wrestling(1992-1993)
Bryan Emmet Clark, Jr. rejoint la Smoky Mountain Wrestling (SMW) en 1992 où il garde le nom de ring de The Nightstalker. Il apparait pour la première fois dans l'émission télévisé de la SMW le 31 octobre 1992 où il perd un combat face à Brian Lee.
Le 8 février 1993 au cours d'une session d'enregistrement d'émission diffusé le 20 février, The Nightstalker remporte le championnat Beat the Champ Television de la SMW après sa victoire face à Tracy Smothers,. Son règne prend fin le même jour après sa défaite face à Tim Horner (en) diffusé le 6 mars,.

### World Wrestling Federation(1993-1995)
En mai 1993, Bryan Emmet Clark, Jr. arrive à la World Wrestling Federation (WWF) où il incarne Adam Bom, un survivant de l'accident nucléaire de Three Mile Island. Il a Johnny Polo comme manager. Il apparaît pour la première fois dans une émission de la WWF le 22 mai dans WWF Superstars of Wrestling (en) où il bat rapidement Burt Centeno. Au cours de l'année il enchaîne les victoires face à des jobbers. Parmi elles, il y a notamment une face à l'ancien champion intercontinental de la WWF El Matador le 7 juin. Le 4 octobre au cours de Monday Night RAW, il participe à une bataille royale pour désigner les challengers pour le championnat intercontinental remporté par Razor Ramon et Rick Martel. La semaine suivante, il change de manager et se fait accompagner par Harvey Wippleman qui vient de racheter le contrat liant Johnny Polo à Adam Bomb,. Le 25 octobre, Joe Fowler annonce qu'Adam Bomb va faire équipe avec Rick Martel, IRS et Diesel et ils vont affronter Razor Ramon, Mr. Perfect, Marty Jannetty et le 1-2-3 Kid  le 24 novembre durant les Survivor Series. Durant les Survivor Series, il est le dernier membre de son équipe et se fait éliminer par Marty Jannetty.
Le 22 janvier 1994 durant le Royal Rumble, il fait partie du groupe de catcheurs qui interviennent durant le match du cercueil opposant l'Undertaker à Yokozuna. Ce groupe aide Yokozuna à mettre son adversaire dans le cercueil. Plus tard au cours du Royal Rumble match, il est le dernier catcheur à entrer sur le ring et se fait éliminer par  Lex Luger. Le 28 février au cours de Monday Night RAW, un commentateur annonce que Bomb va remplacer Ludvig Borga et va affronter Earthquake le 20 mars à WrestleMania X. Le 20 mars à WrestleMania X, Adam Bomb perd rapidement son combat face à Earthquake. Le 28 mai, il perd face au 1-2-3 Kid en qualification du tournoi King of the Ring après l'intervention de Kwang en fin de match. Après ce combat, Bomb vient s'expliquer avec Whippleman et décide de quitter son manager. La semaine suivante, Bomb et Kwang s'affrontent et ce dernier se fait compter à l'extérieur du ring. Ils s'affrontent à nouveau le 29 août dans un dark match avant la diffusion de SummerSlam que Bomb remporte. Le 31 octobre, la WWF annonce que Bomb va faire partie de l'équipe Guts And Glory (Lex Luger, Mabel, Billy et Bart Gunn) qui va affronter la Million Dollar Team (Bam Bam Bigelow, Jimmy del Ray, King Kong Bundy, Tatanka et Tom Prichard) dans un match par équipes à élimination le 23 novembre durant les Survivor Series. Le 23 novembre au cours des Survivor Series, Bomb se fait éliminer par Bam Bam Bigelow.
Le 22 janvier 1995 au cours du Royal Rumble, il participe au Royal Rumble match et entre en 28e position et se fait éliminer par Crush. Le 14 mai avant In Your House 1, Pat Patterson et Gerald Brisco proposent à Clark de perdre son combat de qualification pour le King of the Ring face à Mabel et en contrepartie il va devenir champion intercontinental de la WWF. Bomb perd rapidement face à Mabel un match de qualification pour le tournoi King of the Ring. À la suite de cela, Brisco et Patterson ne tiennent pas leur promesse et Clark décide de quitter la WWF. C'est sa dernière apparition notable à la WWF avant son départ fin 1995.

### World Championship Wrestling (1997-2001)

#### Sous le nom de Wrath (1997-1999)
En 1997, Clark contacte Eric Bischoff pour travailler à la World Championship Wrestling (WCW) et ce dernier l'engage. Le 16 mars 1997 au cours d'Uncensored, Clark apparait sous le nom de Wrath et attaque Glacier après sa défaite face à Mortis. Il s'allie avec Mortis et forment l'équipe Blood Runs Cold managé par James Vandenburg et ont tous deux des gimmicks s'inspirant librement des jeux vidéo Mortal Kombat.Il remporte rapidement son premier combat télévisé le 12 mai au cours de Monday Nitro face à Scotty Riggs. Le 15 juin durant The Great American Bash, il bat Glacier grâce aux intervention de Mortis et Vandenburg. Après ce combat, Mortis et Wrath attaquent Glacier jusqu'à l'arrivée d'Ernest Miller (en) qui vient en aide à Glacier. Cette intervention permet de mettre en place une rivalité entre ces deux équipes qui s'affrontent le 13 juillet à Bash at the Beach qui voit la victoire de Blood Runs Cold.
Le 4 août, Blood Runs Cold commence une rivalité avec Meng et The Barbarian après la victoire expéditive de Wrath sur The Barbarian puis l'arrivée de Meng pour éviter le passage à tabac de son équipier. Les deux équipes s'affrontent le 14 septembre à Fall Brawl où Blood Runs Cold l'emporte. Le lendemain, ils perdent face à Kevin Nash et Scott Hall un match pour le championnat du monde par équipes de la WCW.
Clark se blesse au début de l'année 1998 et revient toujours sous le nom de Wrath mais sans tous les éléments de son personnage en lien avec Blood Runs Cold. Il revient de blessure fin août. Le 10 septembre au cours de Thunder, il affronte Chris Jericho dans un match pour le championnat du monde Télévision qui se termine par un double décompte à l'extérieur. Le 8 octobre, il doit affronter Chris Adams mais cet affrontement n'a pas lieu à la suite d'une attaque de Meng sur les deux catcheurs. Ils s'affrontent le 25 octobre à Halloween Havoc où Wrath l'emporte rapidement. Le 22 novembre durant World War 3, il bat Glacier puis il participe plus tard à la bataille royale sur trois ring remporté par Kevin Nash.
En avril 1999, il se déchire les ligaments croisé d'un genou et ne réapparait qu'un an plus tard,.

#### KroniK (2000-2001)
Le 16 avril 2000 durant Spring Stampede, Bryan Clark commence à s'allier avec Brian Adams et ils interviennent au cours du match pour le championnat du monde par équipes de la WCW opposant Ric Flair et Lex Luger à Shane Douglas et Buff Bagwell permettant à ces derniers de devenir champions. Le lendemain, ils viennent voir Vince Russo qui est alors le scénariste de la WCW pour lui demander un match pour le championnat du monde par équipes de la WCW. Peu de temps après, ils attaquent Ron et Don Harris puis Big Vito (en) et Johnny The Bull.  Le 15 mai, ils attaquent Douglas sur le parking de la salle où la WCW enregistre Monday Nitro. Plus tard, ils défient Douglas et Bagwell dans un match de championnat. Bagwell est suspendu et c'est The Wall (en) qui le remplace. KroniK remporte cet affrontement et les ceintures. Le 31 mai, ils perdent leur ceinture après leur défaite par disqualification face à Shawn Stasiak et Chuck Palumbo dans un match où le titre peut changer de main en cas de disqualification.
Ils tentent de récupérer le titre le 5 juin dans un match revanche sans succès. Six jours plus tard à The Great American Bash, ils deviennent challengers pour le championnat du monde par équipes de la WCW après leur victoire face à Big Vito (en) et Johnny the Bull. Leur match de championnat a lieu le 9 juillet à Bash at the Beach et ils reprennent les ceintures de champion à Shawn Stasiak et Chuck Palumbo.

### Retour à laWorld Wrestling Federation(2001)
En septembre 2001, Bryan Clark réapparaît à la WWF cette fois ci sous son véritable nom. Ce jour-là, lui et Brian Adams s'allient avec Steven Richards et attaquent The Undertaker.

## Palmarès
- All Japan Pro Wrestling (AJPW)
  - 1 fois champion du monde par équipes AJPW avec Brian Adams[56]
- Smoky Mountain Wrestling (SMW)
  - 1 fois champion Beat the Champ Television de la SMW[12]
- World Championship Wrestling (WCW)
  - 2 fois champion du monde par équipes de la WCW avec Brian Adams[57]

## Récompenses des magazines
- Pro Wrestling Illustrated
  - 4e équipe de l'année 2000 avec Brian Adams[58]

| Année | 1993 | 1994 | 1995 | 1996 | 1997 | 1998 à 1999 | 2000 | 2001 |
| ----- | ---- | ---- | ---- | ---- | ---- | ----------- | ---- | ---- |
| Rang  | 144  | 142  | 47   | 158  | 128  | Non classé  | 245  | 188  |

- Wrestling Observer Newsletter
  - Pire combat de catch de l'année 1990 face à Sid Vicious[8]
  - Pire équipe de l'année 2000 avec Brian Adams[60]
  - Pire équipe de l'année 2001 avec Brian Adams[61]
  - Pire combat de catch de l'année 2001 (avec Brian Adams contre les Brothers of Destruction)[61]

## Filmographie

### Cinéma
- 2017 : Axeman 2: Overkill de Joston Theney : Bill Talbert / The Axeman

### Télévision
- 1999 : Mortal Kombat: Conquest : épisode 12 : Burly Citizen